# Pinka
A Pinka a keleti Alpokban eredő folyó, a Rába bal oldali mellékfolyója Ausztria és Magyarország területén.

## Útja

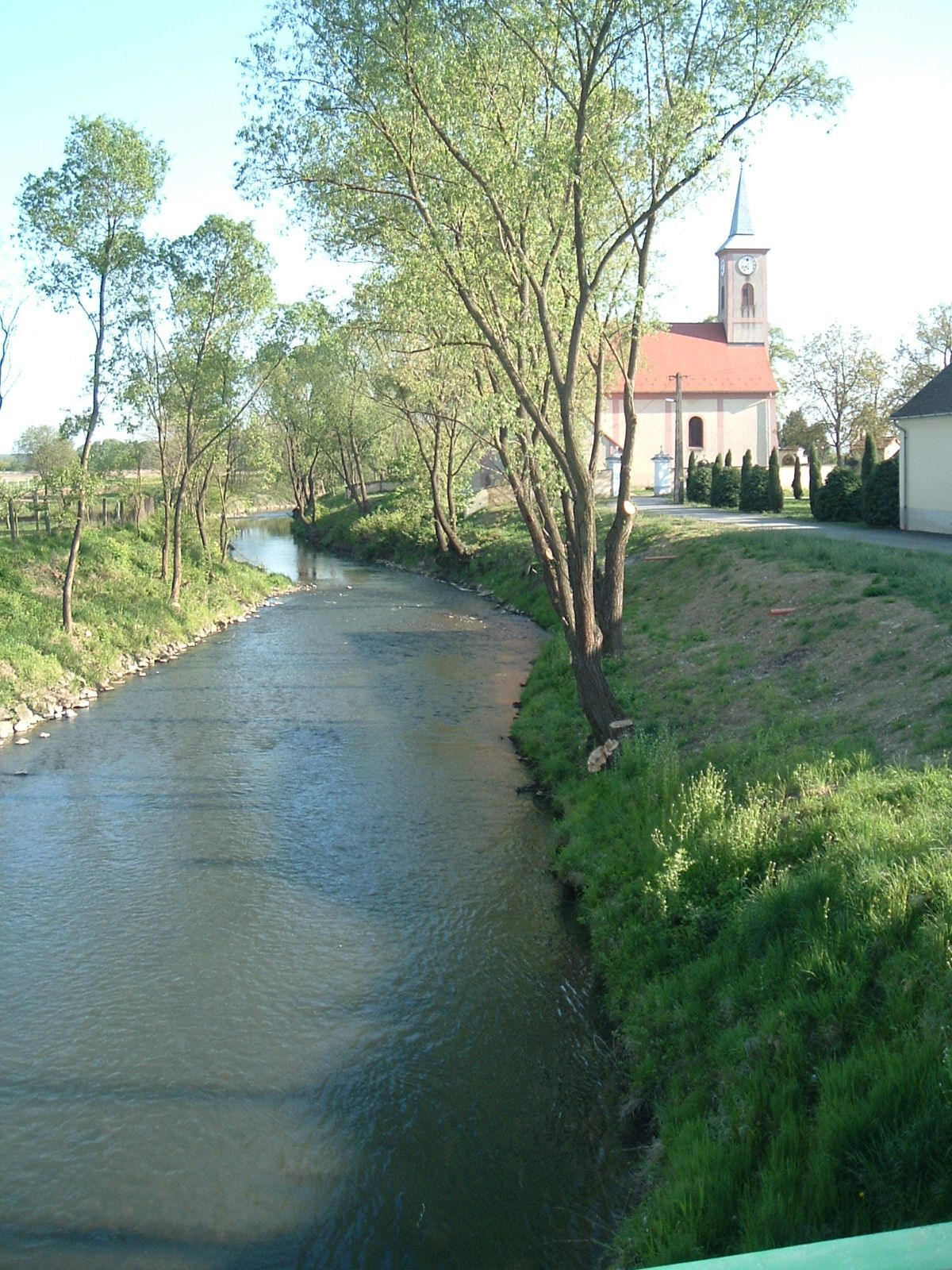
A Pinka Vaskeresztesnél

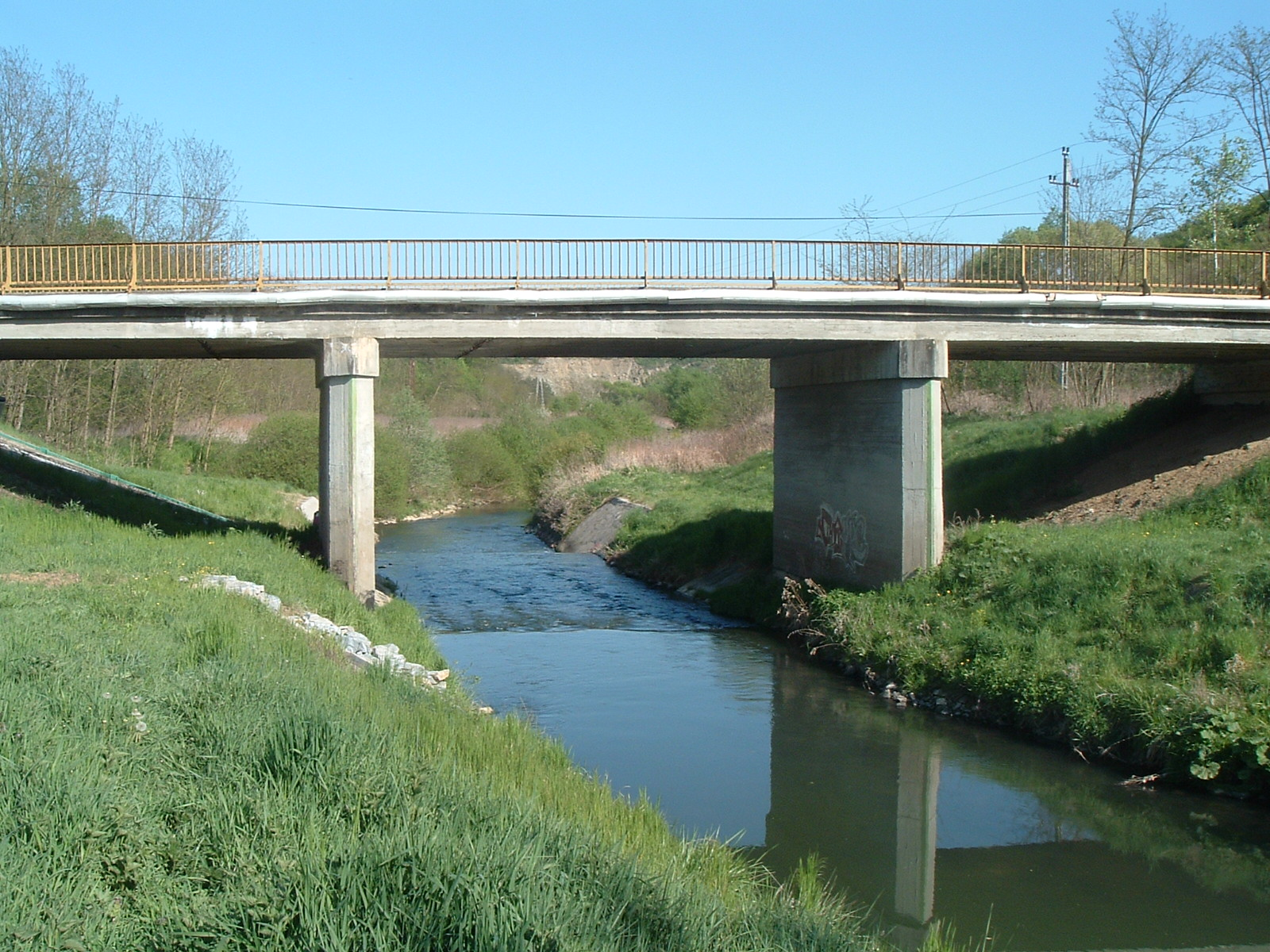
A Pinka hídja Felsőcsatárnál

Stájerországban, a Keleti-Alpokban, a Wechsel délkeleti lejtőjén ered, majd délkeleti irányba tartva átfolyik Burgenlandon. Sárosszéknél (Kotezicken) északkeletre fordul. Felsőcsatárnál éri el Magyarországot, ahol déli irányba fordul és többször is átlépi az osztrák-magyar határt. Érinti Vaskeresztest, Horvátlövőt, majd Pornóapátinál a Pornót fogadja be, továbbhaladva  érinti Szentpéterfa községet. Lovászad (Luising) után, Kemestaródfa előtt jobbról a Strém-patakot fogadja magába és keletnek fordul. Elfolyik Kemestaródfa mellett, és nevét viselő magyarországi Pinkamindszent mellett is és Körmend fölött torkollik a Rába folyóba, annak bal oldali mellékvizeként.

## Vízrajzi adatai
A forrástól a Rába folyóba torkolásáig 88 km hosszú, és átlagban 1–3 méter széles. Vízgyűjtő területe 1369 km2, közepes vízhozama: 5 m³/s, nagyvízi vízhozama 130 m³/s (Kemestaródfa térségében). Vaskeresztesnél duzzasztják és egy kis vízerőmű van. Pornóapátinál is vízerőmű épült.

## Települések a folyó mentén
- Schaueregg
- Steirisch-Tauchen
- Pinggau
- Haideggendorf
- Pinkahatárfalu (Sinnersdorf)
- Pinkafő (Pinkafeld)
- Rödöny (Riedlingsdorf)
- Felsőőr (Oberwart)
- Alsóőr (Unterwart)
- Vasvörösvár (Rotenturm an der Pinka)
- Vasjobbágyi (Jabing)
- Nagyszentmihály (Großpetersdorf)
- Nagykarasztos (Großbachselten)
- Kiskarasztos (Kleinbachselten)
- Kisszentmihály (Kleinpetersdorf)
- Kisciklény (Kleinzicken)
- Pinkamiske (Mischendorf)
- Sárosszék (Kotezicken)
- (Feldhäuser)
- Pöszöny (Badersdorf)
- Várújfalu (Woppendorf)
- Pinkaóvár (Burg)
- Felsőcsatár
- Vaskeresztes
- Csejke (Eisenberg an der Pinka)
- Horvátlövő
- Németlövő (Deutsch Schützen)
- Pornóapáti
- Felsőbeled (Oberbildein)
- Alsóbeled (Unterbildein)
- Monyorókerék (Eberau)
- Szentpéterfa
- Pinkakertes (Gaas)
- Nagysároslak (Moschendorf)
- Pinkamindszent
- Lovászad (Luising)
- Vasalja
- Kemestaródfa
- Magyarnádalja
- Horvátnádalja
- Körmend

## Jelentősége
Tiszta vizű határpatak. Kedvelt horgászhely, melynek vízében 26 halfajta él. Különösen jelentős halfajtái: a paduc, a domolykó, a pisztráng és a márna.